# 横川駅 (慶尚南道)

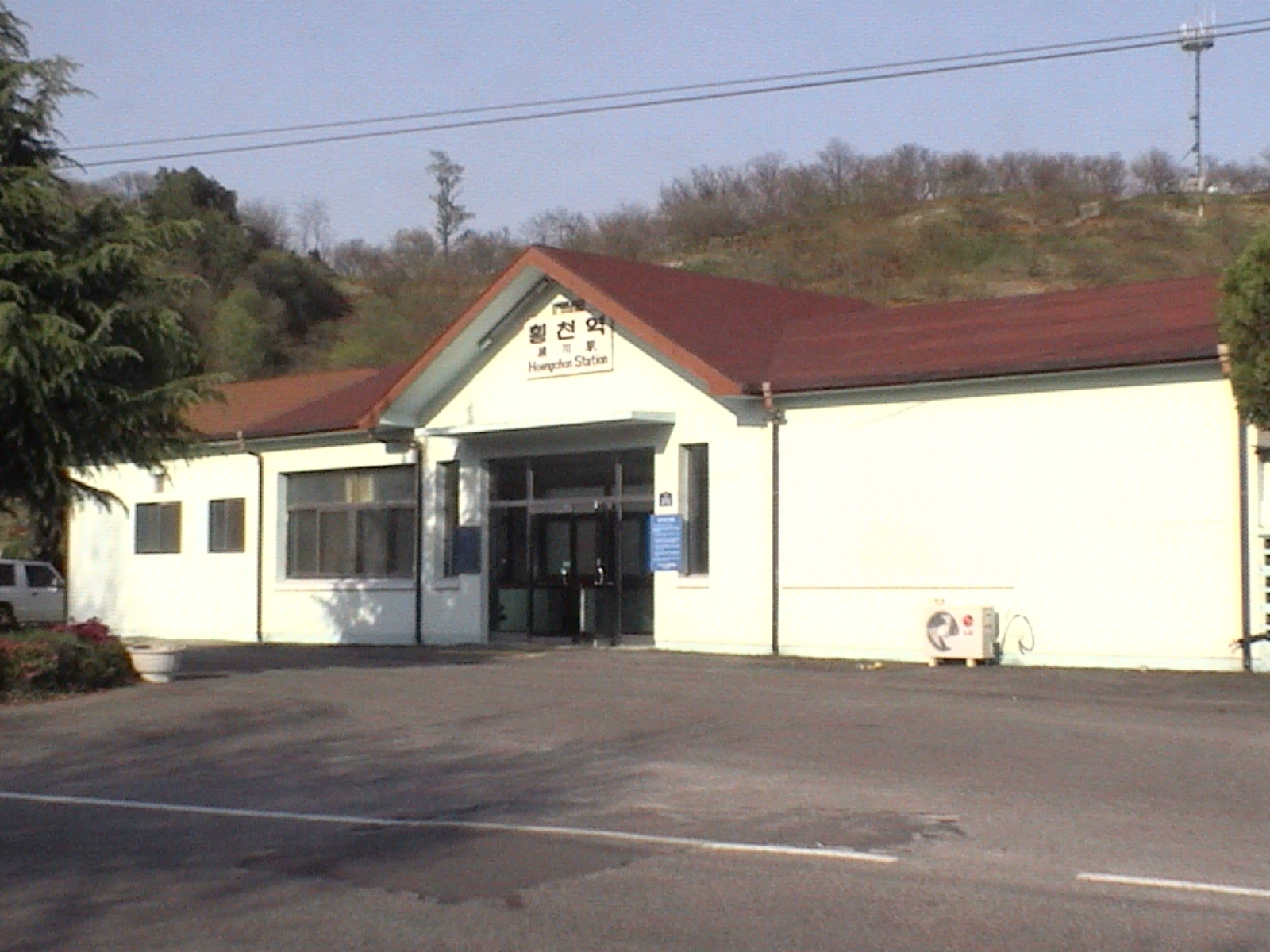
旧駅舎(2010年5月)

横川駅 （フェンチョンえき）は、大韓民国慶尚南道河東郡にある韓国鉄道公社の駅である。

## 利用可能な路線
- 韓国鉄道公社
  - 慶全線

## 駅構造
- 島式ホーム2面4線の地上駅。

## 歴史
- 1968年2月7日：開業[1]。
- 2016年7月14日：晋州駅 - 光陽駅間の複線新線51.5kmが完成[2]。

## 隣の駅
慶全線
北川駅 - 横川駅 - 河東駅